# Roman Brecely
Roman Brecely (ur. 26 lipca 1966 w Zálesiu) – słowacki menedżer, ekonomista i polityk, w 2016 minister transportu.

## Życiorys
Kształcił się w Trnawie na jednym z wydziałów Słowackiego Uniwersytetu Technicznego w Bratysławie. Ukończył następnie ekonomię i zarządzanie na City University of Seattle. Pracował początkowo w marketingu w koncernie paliwowym Slovnaft, następnie w branży reklamowej. Później obejmował kierownicze stanowiska menedżerskie w różnych przedsiębiorstwach działających głównie w energetyce. M.in. od 2009 do 2014 w odpowiadał za procesy inwestycyjne w kompanii ČEZ.
Zaangażował się w działalność polityczną w ramach partii SIEŤ Radoslava Procházki. W 2016 bez powodzenia kandydował z jej listy do Rady Narodowej. 23 marca tego samego roku objął stanowisko ministra transportu, robót publicznych i rozwoju regionalnego w koalicyjnym trzecim rządzie Roberta Ficy. W sierpniu 2016 zastąpił Radoslava Procházkę na funkcji przewodniczącego partii, którą opuściła wówczas większość deputowanych. 31 sierpnia tegoż roku odwołany ze składu rządu. W maju 2017 zrezygnował z członkostwa w partii.